# Herbaspirillum lusitanum
Herbaspirillum lusitanum es una bacteria gramnegativa del género Herbaspirillum. Fue descrita en el año 2003. Su etimología hace referencia a Lusitania, nombre romano de Portugal. Es aerobia y móvil por flagelo polar. Tiene un tamaño de 0,5 μm de ancho por 1,6 μm de largo. Forma colonias circulares, convexas y blancas en agar YMA tras 2 días de incubación. Temperatura óptima de crecimiento de 28 °C. Se ha aislado de nódulos de raíces de la planta Phaseolus vulgaris en Portugal. 